# Lachapelle-sous-Gerberoy
Lachapelle-sous-Gerberoy är en kommun i departementet Oise i regionen Hauts-de-France i norra Frankrike. Kommunen ligger i kantonen Songeons som tillhör arrondissementet Beauvais. År 2022 hade Lachapelle-sous-Gerberoy 159 invånare.

## Befolkningsutveckling
Antalet invånare i kommunen Lachapelle-sous-Gerberoy
| Referens: INSEE |